# Pleurothallis truncicola
Pleurothallis truncicola är en orkidéart som beskrevs av Heinrich Gustav Reichenbach. Pleurothallis truncicola ingår i släktet Pleurothallis och familjen orkidéer. Inga underarter finns listade i Catalogue of Life.